# One Raffles Place
One Raffles Place, früher OUB Centre (Overseas Union Bank Centre, Chinesisch: 华联银行大厦) ist der Name eines 280 Meter hohen Wolkenkratzers im Stadtstaat Singapur. Der 1986 errichtete Wolkenkratzer gehört der United Overseas Bank (UOB), nach der er auch benannt ist.  Das vom Architekten Kenzō Tange entworfene Hochhaus war zum Zeitpunkt seiner Fertigstellung das höchste Gebäude außerhalb Nordamerikas und konnte diesen Titel vier Jahre halten, bis es vom Bank of China Tower in Hongkong überragt wurde. Da Singapur fast auf dem Äquator liegt, ist in dem Gebäude keine Heizungsanlage eingebaut.
Aufgrund von Flugsicherheitsbestimmungen dürfen in Singapur keine Bauwerke errichtet werden, die höher als 280 m sind. Dies führt zu dem etwas merkwürdigen Umstand, dass die drei höchsten Gebäude Singapurs exakt dieselbe Höhe aufweisen. Das OUB Centre teilt seinen ersten Platz mit der 1992 errichteten UOB Plaza One und der 1995 fertiggestellten Republic Plaza.